# Cutelinho FC
Cutelinho Futebol Clube is een voetbalclub uit Mosteiros op het Kaapverdische eiland Fogo. De club speelt in de Liga Insular do Fogo, waarvan de kampioen deelneemt aan het Kaapverdisch voetbalkampioenschap, de eindronde om de landstitel.

## Erelijst
Voetbalkampioenschap van Fogo
2002/03
Superbeker van Fogo
2005
Opening Tournament van Fogo
2002

## Referentie
1. ↑  (pt) Amarildo Baessa eleito presidente do clube. Criolosport (24 October 2015). Gearchiveerd op 7 september 2020. Geraadpleegd op 25 October 2015.